# Groenten- en Fruitveiling Westland Noord

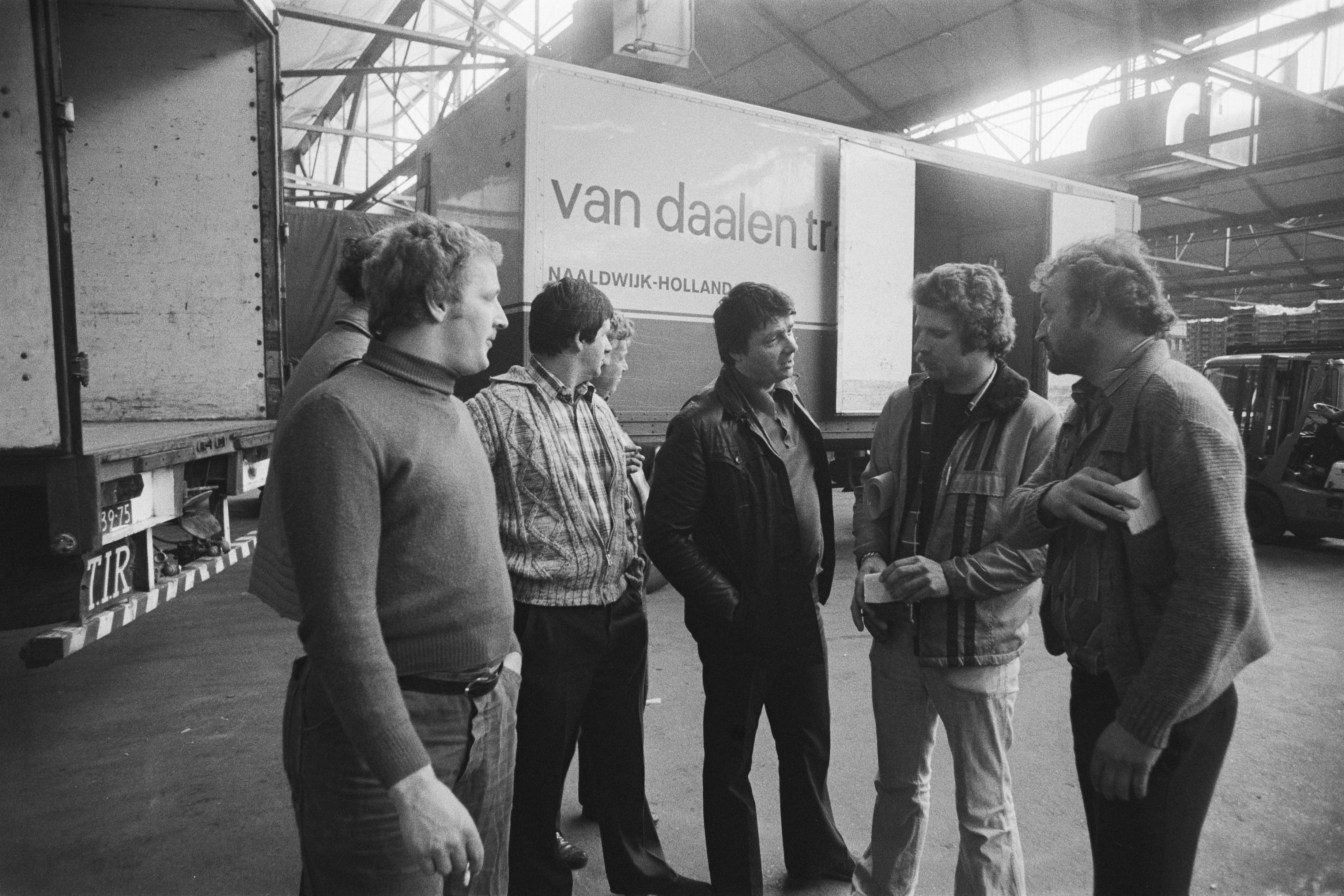
Stakende chauffeurs in veilinghal Westland Noord in Poeldijk, 17 mei 1977

Groenten- en Fruitveiling Westland Noord, kortweg Westland Noord was van 1967 tot en met 1988 een veiling in Poeldijk, Nederland waar groente en fruit, verbouwd door leden van de veiling, per afslag werd gekocht door kopers. De veiling ontstond na een fusie van zeven Westlandse veilingen en ging later op in Veiling Westland-West. De locatie Poeldijk bleef in gebruik onder Veiling Westland-West en de latere fusieveiling Veiling Westland. Toen deze laatste met nog zeven andere groenteveilingen opging in The Greenery in 1997, werd de vestiging Poeldijk gesloten. Het terrein werd verkocht en ging dienstdoen als bedrijventerrein onder de naam ABC Westland.

## Ontstaan
Voordat de veiling Westland Noord werd opgericht bestonden in het Westland veel veilingen. Ieder dorp had wel zijn eigen veiling. Om geld te besparen en om beter te kunnen opereren gingen de besturen van de Poeldijkse Groenten- en Fruitveiling, Fruit– en Groentenveilingsvereniging Kwintsheul en van de veilingen Honselersdijk, Sammersbrug, Wateringen en Loosduinen in gesprek om de veilingen te fuseren. Na jaren vergaderen werd op 9 februari 1967 besloten een nieuwe veiling te bouwen in Poeldijk. Hoewel het veilingbestuur van veiling Kwintsheul wel meevergaderde werd toch in eerste instantie besloten niet mee te fuseren. De nieuwe veiling Westland Noord werd tussen de dorpen gebouwd, zodat het voor veel leden makkelijker bereikbaar was. Verder was de nieuwe veiling niet meer bereikbaar via het water, omdat daar geen behoefte meer aan was. Wel kreeg de nieuwe veiling laad-en-losdokken en koelcellen.

## Fusies
De veiling van Kwintsheul was de veiling die het langste zelfstandig bleef van de twaalf Westlandse fruit- en groenteveilingen. Zij wilden wel samengaan met veiling Wateringen, maar deze had zich al aangesloten bij de andere veilingen, die Westland Noord vormden. De toekomst zag er voor de kleine veiling niet goed uit en de handel nam af. Daarop werd onderzocht hoe de veiling kon blijven voortbestaan. Op 9 april 1974 werd er door de leden van de veiling gestemd over een fusie met veiling Westland Noord. Hoewel het aantal voorstemmen (133) groter was dan het aantal tegenstemmen (73) was het volgens de statuten niet genoeg om het voorstel door te voeren. Vervolgens eisten de voorstemmers een nieuwe vergadering waarin opnieuw gestemd zou worden over de fusie. Ook de bond van de Westlandse veilingen hamerde op het belang van een fusie. Deze vergadering werd uiteindelijk op 29 april gehouden en tijdens de stemming waren 277 leden voor en 38 tegen, waarna de veilingen konden fuseren.
Later voegde zich ook een Drentse veiling bij de Westlandse veiling toen groenten en fruitveiling in Emmen fuseerde met Westland Noord.
Ook 's-Gravenzande met Veilingvereniging Westland Zuid voegde zich in 1988 bij Westland Noord, waardoor het assortiment van de veiling sterk werd uitgebreid. Leden van deze veiling teelden namelijk veel op zandgrond en daar teelden zij andere producten op zoals radijs, sla, en peen. De nieuwe naam werd Veiling Westland-West.

## Veiling Westland en The Greenery
In het Westland waren in de jaren negentig twee grote groenteveilingen overgebleven, namelijk Veiling Westland West en Veiling Delft-Westerlee. Deze gingen fuseren onder de naam Veiling Westland, waarna vestiging Westerlee een aanvoerpunt werd en op Westland Noord bleef de veilingklok draaien. Na de fusie werd er veel geïnvesteerd in modernisering en werden er laad-en-losdokken en koelcellen gebouwd. Vestiging Westerlee werd uitgebreid en in Poeldijk kwam er een nieuw kantoorpand. Met de komst van de computer en de grote supermarktketens veranderden de wensen van de markt. De lijnen van de teler naar de supermarkt moesten korter om geld te besparen tegen een betere kwaliteit. De veilingstatuten werden veranderd, zodat men geen stemrecht meer had naar teler maar naar omzet, waardoor de grote telers meer macht kregen. Om meer marktgericht te werken kwam Cees Veerman, commissaris van de Raad van toezicht van de Westlandse groenteveilingen, op 13 december 1995 met het plan om alle veilingen van Nederland te laten fuseren en onder de naam Voeding Tuinbouw Nederland verder te gaan. Met een krappe meerderheid werd er op 31 mei 1996 door de leden van veiling Westland voor het plan van Veerman gestemd. Acht landelijke groente- en fruitveilingen fuseerden en de commerciële naam van Voeding Tuinbouw Nederland werd The Greenery.

## Sluiting
In 1997 werd door The Greenery besloten om vanaf 1998 de vestiging Poeldijk geleidelijk aan te sluiten. De activiteiten die daar toen nog gedaan werden, werden verschoven naar vestiging Westerlee, omdat deze centraler gelegen was en een betere verbinding met de Rotterdamse haven had. Hiermee wilde The Greenery 11 miljoen gulden besparen. In 1999 werd de vestiging opgeheven. Het veilingterrein werd verkocht voor 152,5 miljoen gulden aan de bloemenveiling in Honselersdijk en een aantal handelshuizen, waarna het bedrijventerrein de naam ABC-Westland kreeg.